# Kompatibilität (Botanik)
Als Kompatibilität und Inkompatibilität bezeichnet man in der Botanik die Verträglichkeit bzw. Unverträglichkeit der Partner bei Bestäubung und Befruchtung.
Insbesondere die Inkompatibilität spielt im Pflanzenreich eine große Rolle: Bei Blütenpflanzen macht sie häufig eine Selbstbestäubung wirkungslos. Die Pollenkörner erzeugen entweder selbst Wirkstoffe (Hordeum-Beispiel), die eine Unverträglichkeit bedingen, oder sie bekommen solche aus Staubbeutel mit (Cosmos-Beispiel).
Neben den Inkompatibilitätsgenen des Stempels der Mutterpflanze bestimmen im ersten Fall (Hordeum-Beispiel) jene des einzelnen Pollenkorns, im zweiten Fall jene des Staubbeutels der Vaterpflanze über den Erfolg der Bestäubung.
Vom Zusammenspiel mit der Narbe hängt ab, ob das Pollenkorn überhaupt keimt. Tritt eine Keimung ein, entscheidet sich auf der Narbe oder im Griffel, ob der Pollenschlauch in seinem Wachstum gefördert oder gehemmt wird, oder ob er die Samenanlage überhaupt oder nach der kompatiblen Konkurrenz erreicht. Selbst wenn er rechtzeitig an der Samenanlage ankommt, kann die Befruchtung bei Inkompatibilität noch verhindert werden.
Unter Selbstinkompatibilität bei Pflanzen versteht man Strategien von Samenpflanzen, nach einer Bestäubung die Befruchtung durch eigene Pollen (Autogamie) oder genetisch ähnlichen Pollen zu verhindern.